# TTT Eindhoven
UCI Pro Tour Team Time Trial Eindhoven (forkortelse TTT Eindhoven) er det eneste rene holdtidskørsels konkurrence i cykelsportens ProTour.
Løbet foregår i Eindhoven, Holland i juni hvert år, lige efter Ster Elektro Toer. Det blev første gang arrangeret i 2005. Løbet er ca. 50 kilometer, og hvert hold består af otte ryttere (seks i 2005). 

## Vindere
| År   | Hold              | Land     | Distance | Vintertid | Hastighed   |
| ---- | ----------------- | -------- | -------- | --------- | ----------- |
| 2007 | Team CSC          | Danmark  | 48.6 km  | 53:36     | 54.39 km/t  |
| 2006 | Team CSC          | Danmark  | 48.6 km  | 52:28     | 55.578 km/t |
| 2005 | Team Gerolsteiner | Tyskland | 48.6 km  | 53:35     | 54.414 km/t |

## Eksterne links
- Officielle hjemmeside (nederlandsk/hollandsk)

| Cykling | Spire Denne artikel om cykling er en spire som bør udbygges. Du er velkommen til at hjælpe Wikipedia ved at udvide den. |